# Andreaea bistratosa
Andreaea bistratosa là một loài rêu trong họ Andreaeaceae. Loài này được Magill mô tả khoa học đầu tiên năm 1981.